# Marcelino Menéndez y Pelayo
Marcelino Menéndez y Pelayo (3 . listopadu 1856 Santander – 19. května 1912 Santander) byl španělský historik a literární kritik. Přestože jeho hlavním zájmem byly dějiny idejí a hispánská filologie, pěstoval také poezii, překládal a věnoval se filozofii. Byl myslitelem ultramontánním.

## Život
Byl patrně zázračným dítětem. Jeho bratr ve svých pamětech uvedl, že Marcelino ve dvanácti letech překládal Vergilia bez slovníku a naučil se sám anglicky. V pouhých patnácti letech nastoupil na Barcelonskou univerzitu ke studiu literatury (vedl ho zde Manuel Milà i Fontanals) a poté pokračoval ve studiu na univerzitě Complutense v Madridu. Jeho akademický úspěch byl bezprecedentní. Generální kortesy schválily zvláštní zákon, který mu umožnil stát se profesorem v pouhých 22 letech. O tři roky později, v roce 1880, byl zvolen členem Real Academia Española. Proslavil se sbírkou esejů Ciencia española (1878), která obhajovala vědeckou tradici Španělska. Jeho přednášky o Calderónovi (1881) mu zajistily pověst literárního kritika. Poté sepsal pětisvazkové dílo Historia de las ideas estéticas en España (1883-1891). Ujal se vydání děl Lope de Vegy (1890-1902) ve 13 svazcích. Ceněna byla i jeho antologie kastilských středověkých básníků (1890-1908), jež vyšla opět ve 13 svazcích, a čtyřdílná antologie hispano-amerických básníků (1893-1895). Byl pohřben v katedrále v Santanderu. K jeho nejvýznamnějším žákům patřil Ramón Menéndez Pidal.